# Блох, Анна
Анна Блох (дат. Anna Kirstine Bloch, 2 февраля 1868 — 25 ноября 1953) — датская актриса.

## Биография
Анна Линдеманн родилась в Хорсенсе в 1868 г. Её родителями были врач Йохан Сёренсен Линдеманн и Бодиль Маргрете Гюльдинг. Мать Анны умерла, когда девочке было семь лет. Анна получила частное образование и с детства увлекалась театром. Её отец не поддерживал увлечения дочери, считая это неподходящей для неё профессией, но после разговора с директором Королевского театра Дании Эдвардом Фаллесеном позволил учиться на актрису.
В школе Королевского театра Анне училась у Эмиля Поульсена. Её дебют состоялся в 1885 г. в роли Титании в комедии «Сон в летнюю ночь» Шекспира.
В 1886 г. Анна вместе с писателем и театральным педагогом Вильямом Блохом написала пьесу «Фрёкен Нелли», в которой в дальнейшем сыграла главную роль. 11 июня 1887 г. Анна вышла за Вильяма Блоха замуж и взяла его фамилию.
Успех пришёл к Анне в 1888 г. после блестящего исполнения ею роли Трины в водевиле Йохана Хейберга Aprilsnarrene («Первоапрельская шутка», 1826 г.). Литературный критик Петер Хансен писал, что Анна играла в этом водевиле 31 раз. Другой её запомнившейся ролью стала Хильда в пьесе «Женщина с моря» Генрика Ибсена.
Анна Блох в 1910 г. получила медаль Ingenio et Arti — в этот год исполнилось 25 лет, как она начала играть в театре. Писательница Эмма Гад говорила об Анне, что она со своим ярким юмором могла сделать рядовую, незначимую роль очень важной для пьесы, например, Евгении в Don Ranudo de Colibrados Хольбера, а наиболее запоминающейся ролью Анны была Анюта в пьесе «Власть тьмы» Льва Толстого.
В 1918 г. Анна покинула Королевский театр, иногда выступая в нём в качестве приглашённой актрисы, и ненадолго вернулась в 1922—1925 гг. Она играла роли молодых женщин, и ей удалась даже роль 14-летней Гедвиги в ибсеновской драме «Дикая утка» в 1921 г., когда самой актрисе исполнилось 53 года. Анна также играла в провинциальных театрах, например, в Betty Nansen Teatret. Голос Анны можно услышать в записи 1938 г. постановки Genboerne Йенса Хострупа.
Сама Анна написала одноактную комедию Saadan veksler, поставленную Королевским театром в 1923 г. с Анной в главной роли; комедия была опубликована в 1924 г. Анна также написала две радиопьесы: Epilog (1934 г.) и Veni, vidi, vici 
 (1935 г.).
Анна Блох умерла в 1953 г. и была похоронена в Копенгагене.